# Автошлях США 12
Автошлях США 12 (U.S. Route 12, US 12) — номерний автошлях США з напрямком схід-захід, пролягає від Абердина (Вашингтон), до Детройту (Мічиган), з довжиною у майже 4000 км. Шосе 12 в основному було замінено міжштатними автострадами I-90 та I-94, проте залишається важливою ланкою для місцевих та крайових напрямків.
Західний кінець шосе розташовано в Абердині, штат Вашингтон, на перехресті з автошляхом США 101, тоді як східний кінець шосе знаходиться у даунтауні Детройту, на розі Мічіганського й Касса проспектів, поблизу парку Кампус Мартіуса.

## Шлях

### Вашингтон
Автошлях США 12 у штаті Вашингтон:
- починається від автошляху США 101 у місті Абердин у повіті Ґрейс-Гарбор біля затоки Тихого океану Ґрейс-Гарбор. У тому ж повіті шосе проходить місто Централ-Парк;
- у повіті Мейсон шосе 12 проходить місто Елма;
- у повіті Тюрстон у Рочестері долучається міжштатної автомагістралі 5 та йде разом з нею на південь через повіт Льюїс містами Централія й Чехаліс, після якого відходить від автомагістралі 5 на схід через Мортон й Паквуд;
- після перевалу Вайт-Пасс через Каскадні гори у 1372 метри над рівнем моря шосе потрапляє у повіт Якіма, де проходить Начес, Глід, у Якіма долучається до міжштатної автомагістралі 82, проходить Юніон-Гап, Буена, Гранджер, Саннісайд й Грандв'ю;
- у повіті Бентон проходить Проссер, південніше Вест-Ричланд відділяється від автомагістралі 82 на схід разом з її дублем автомагістраллю 182 й проходить одне з трьох міст Трай-Сіті - Ричланд;
- після мосту через Колумбію у повіті Франклін 12-те шосе проходить найбільше у Трай-Сіті місто Паско;
- після мосту через Снейк у повіті Валла-Валла автошлях США проходить місто Валла-Валла після чого слідує за колоніальним Орегонськом шляхом Льюїса й Кларка 19 сторіччя;
- у повіті Колумбія проходить Дейтон;
- у повіті Гарфілд проходить Померой;
- у повіті Асотин проходить Кларкстон й переходить по мосту у Айдахо.

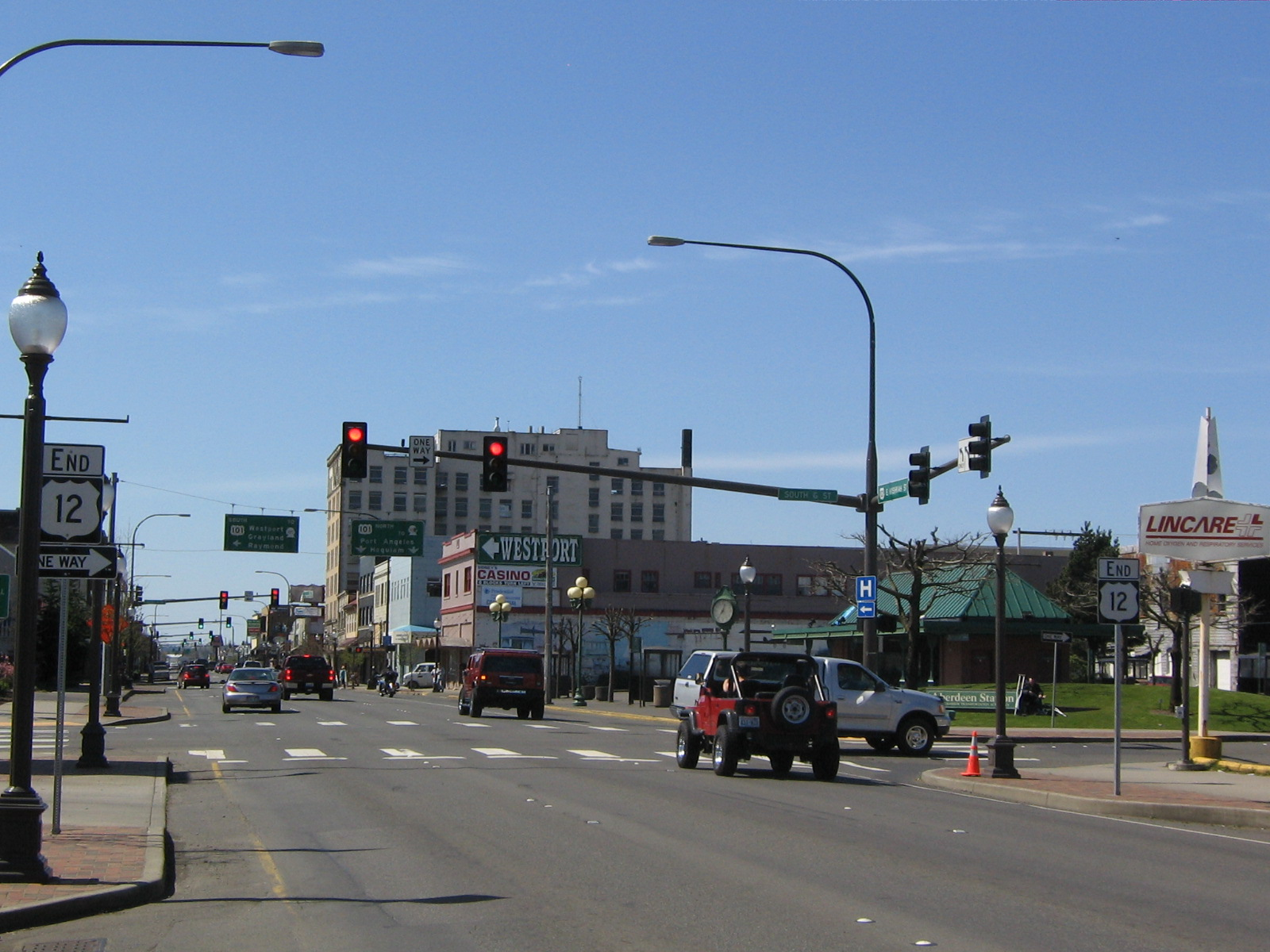
Західний термінал в США 101 в Абердіні, штат Вашингтон

### Айдахо
У Айдахо й місто Льюїстон автошлях США 12 потрапляє мостом через річку Снейк. Тут у Льюїстоні з півночі у впирається автошлях США 195 та він перетинається автошляхом США 95. Далі шосе проходить міста Миртл, Орофіно, Карніа й Кускія. Автошлях США 12 перетинає перевал Лоло на висоті 1595 метрів над рівнем моря й потрапляє у західну Монтану.

### Монтана
У повіті Мізула автошлях проходить:
- Лоло-Гот-Спрінгс,
- Лоло, де з півдня до шосе долучається автошлях США 93,
- Мізула, де автошлях приєднується до міжштатної автомагістралі 90 разом з якою простує на схід; на захід від Мізули відходить автомагістраллю 90 автошлях США 93.

У Гаррісоні у повіті Повелл автошлях 12 відділяється уліво від автомагістралі 90 та йде на схід. У Гелені повіту Льюїс й Кларк автошлях перетинає міжштатна автомагістраль 15 й автошлях США, й з півночі автомагістраллю 15 до автошляху 12 приєднується автошлях США 287, з яким автошлях 12 розлучається й йде на схід у місті Таунсенд. У повіті Мар й місті Вайт-Сулфур-Спрінгс автошлях перетинається й єднається на нетривалий відрізок   автошляхом США 89. У Гарловтаун автошлях 12 перетинається автошляхом США 191. Автошлях проходить місто Раїгейт у повіті Голден-Валлі й у місті Раундап повіту Мюсселшелл перетинається автошляхом США 87. Після перетину річки Єллоустоун автошлях 12 у місті Форсайт повіту Роузбад долучається міжштатної магістралі 94, з якою слідує до міста Майлс-Сіті у повіті Кастер й повертає вправо від неї на схід. У повіті Фелон автошлях проходить місто Бейкер й переходить у Північну Дакоту.

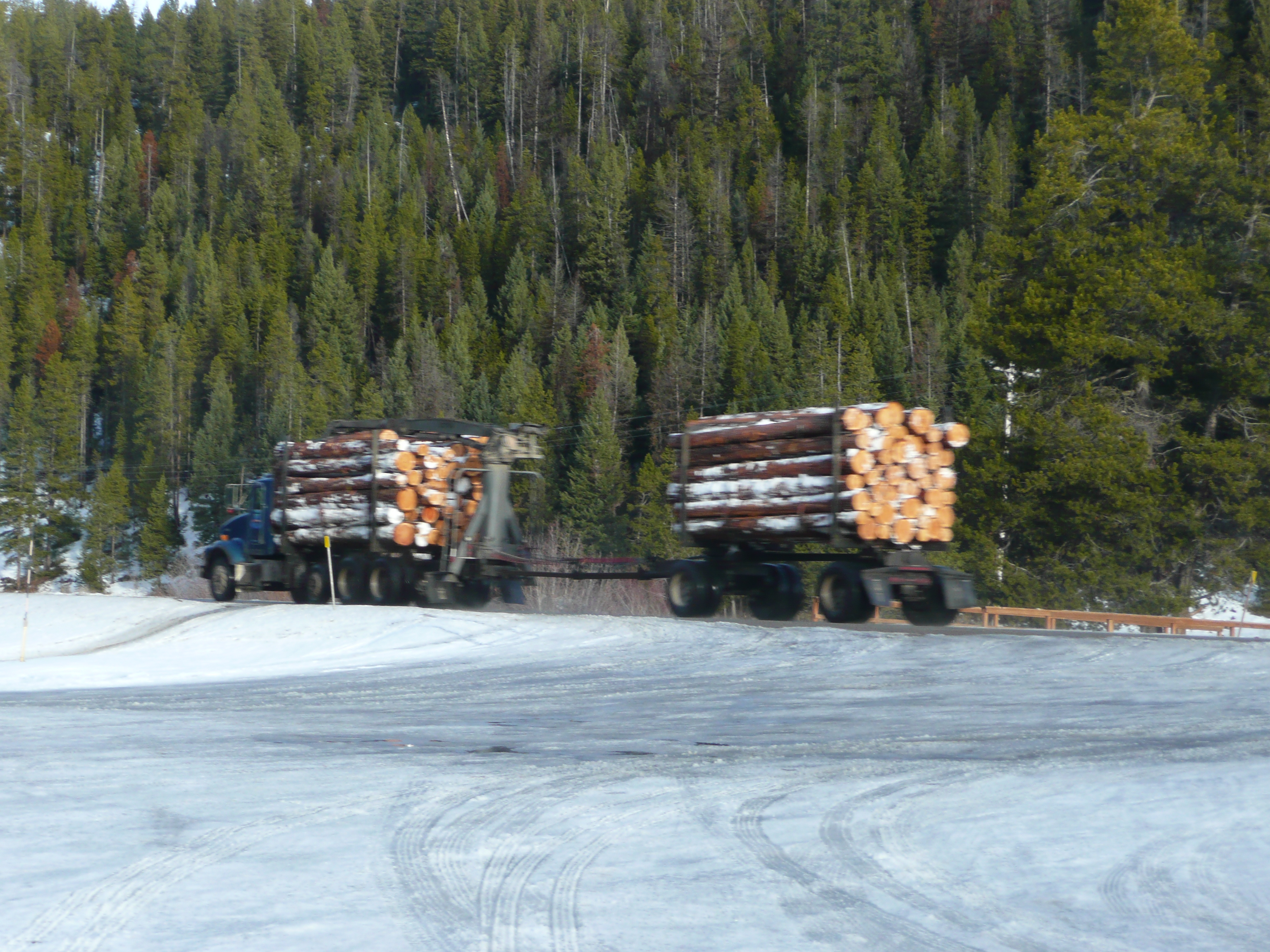
Вантажівка для лісозаготівель у Lolo Hot Springs, штат Монтана

### Північна Дакота
Автошлях США 12 перетинає південно-західний кут Північної Дакоти, де у місті Бовман повіту Бовман перетинається автошляхом США 85.

### Південна Дакота
Автошлях США 12 проходить північчю Південної Дакоти:
- у місті Мобрідж автошлях перетинає річку Міссурі;
- у місті Селбі шосе перетинається автошляхом США 83;
- проходить міста Бовді й Іпсвіч;
- у місті Абердин перетинається автошляхом США 281;
- проходить міста Гротон й Вебстер;
- у місті Орді перетинається злученими міжштатною автомагістраллю 29 й автошляхом США 81;
- переходить місто Мілбанк й простує верез річку Міссісіпі у Міннесоту.

### Міннесота
Автошлях США 12 проходить центральним поясом Міннесоти:
- у місті Ортонвілл перетинається автошляхом США 75;
- у повіті Свіфт перетинається автошляхом США 59 й проходить місто Бенсон;
- у місті Віллмар перетинається автошляхом США 71;
- міста Атвотер, Гров-Сіті, Лічфілд, Дассел, Кокейто, Ховард-Лейк, Делано, Індепенденс, Мейпл-Плейн, Спрінг-Парк, Лонг-Лейк й Вайзата;
- на півночі міста Міннетонка перетинається міжштатною автомагістраллю 494;
- на межі міст Сент-Луїс-Парк й Голден-Валлі автошлях 12 перетинається автошляхом США 169, й також починає позначатися як міжштатна автомагістраль 394;
- у даунтауні Міннеаполіса автошлях 12 приєднується вправо до міжштатної автомагістралі 94 та автошляху США 52; а міжштатна автомагістраль 294 йде прямо;
- у Міннеаполісі автошлях США 12, міжштатна автомагістраль 94 й автошлях США 52 перетинаються міжштатною автомагістраллю 35W;
- у Сент-Полі автошлях 12 перетинається міжштатною автомагістраллю 35E й автошляхами США 10 та 61; на південь від автошляху 12 відходить автошлях США 52;
- на межі Окдейла й Вудбері до автошляху США 12 й міжштатної автомагістралі 94 сполучені дублюючі автомагістралі 694 й 494, що утворюють одну вісь автомагістралі, що фактично перетинає міжштатну автомагістраль 94;
- проходить міста Лейк-Елмо й Лейкланд й перетинає річку Ла-Крой (Ла-Ква) у Вісконсин.

### Вісконсин
У Вісконсині автошлях США 12 часто зливається з міжштатною автомагістраллю 94. Автошлях проходить:
- міста Хадсон, Робертс, Хаммонд:
- у місті Болдвін шосе перетинає автошлях США 63;
- міста Вудвілл, Міномоні;
- у місті О-Клер шосе перетинається автошляхом США 53;
- міста Алтуна, Фол-Крік, Огаста, Феєрчайлд, Мерріллан, Блек-Рівер-Фоллс;
- у місті Тома автошлях США 12 перетинає міжштатна автомагістраль 90, що долучається до міжштатної автомагістралі 94;
- міста Кемп-Дуглас, Нью-Лісбон, Маустон, Линдон-Стейшен, Вісконсин-Деллс;
- у місті Лейк-Делтон автошлях 12 відділяється від міжштатних автомагістралей 90 й 94;
- міста Вест-Барабу, Сок-Сіті, Міддлтон;
- у столиці Вісконсину місті Медісон до автошляху 12 долучається й відходе автошлях США 14, долучається автошлях США 18, закінчується автошлях США 151, перетинають автошлях США 51 й міжштатна автомагістраль 90:
- у місті Кембрідж автошлях 12 бере південніше, залишаючи автошлях США 18;
- міста Форт-Аткінсон, Вайтвотер;
- у місті Елкхорн автошлях перетинається міжштатною автомагістраллю 43;
- автошлях проходить міста Лейк-Женева, Ред-Лейк, Геноа-Сіті та переходе у Ілліной.

### Іллінойс
Автошлях США 12 проходить Великим Чикаго на північному сході штату:
- проходить північно-західні передмістями Чикаго - Ричмонд, Спрінг-Гров, Пістакі-Хайлендс, Фокс-Лейк, Воло, Лейкмур, Норт-Баррінгтон, Лейк-Цюрих, Кілдір, Дір-Парк, Палатайн, Арлінгтон-Хайтс, Проспект-Хайтс, Маунт-Проспект;
- у місті Дес-Плейнс до автошлях 12 з півночі долучається автошлях США 45 й вони разом перетинають автошлях США 14 й на межі з Міжнародним аеропортом О'Хейр - перетинають міжштатну автомагістраль 90;
- проходять на заході міста Розмонт;
- у Міжнародному аеропорті О'Хейр автошляхи 12 й 45 перетинають автомагістраль 190;
- на межі міст Щіллер-Парк й Франклін-Парк перетинають автомагістраль 290;
- на межі Стоун-Парк й Мелроуз-Парк до автошляхів 12 й 45 з заходу долучається автошлях США 20;
- на межі Беллвуду, Хіллсайду й Вестчестера автошляхи 12, 20 й 45 повторно перетинають автомагістраль 294;
- проходять Ла-Грейндж-Парк й у Ла-Грейджі перетинають автошлях США 34
- на межі Кантрісайд й Ходкінса автошляхи 12, 20 й 45 перетинають історичний автошлях 66 й міжштатну автомагістраль 55;
- у Віллоу-Спрінгс перетинаються з магістраллю 294;
- на межі Хіккорі-Хіллс й Палос-Хіллс автошляхи США 12 й 20 відходять на схід, коли автошлях 45 продовжує прямувати на південь;
- у Бріджв'ю автошляхи 12 й 20 перетинаються автомагістраллю 294;
- автошляхи проходять Чикаго-Ридж, Оак-Лоун, Евергрін-Парк;
- автошляхи проходять південні міські місцевості Чикаго: Беверлі, Вашингтон-Хайтс;
- у чиказькій місцевості Роузланді автошляхи перетинаються міжштатними автомагістралями 57 й 94;
- автошляхи проходять південні міські місцевості Чикаго: Бюрнсайд, Коттадж-Гроув-Хайтс, Джеффрі-Мейнор;
- на межі Калумер-Хайтс й Ветс-Парк автошляхи 12 й 20 проходять під міжштатною автомагістраллю 90;
- автошляхи 12 й 20 проходять надозерну чиказьку місцевість Істсайд, де до них з півночі долучається автошлях США 41.

### Індіана
- У північній місцевості Хеммонда Робертсдейлі від автошляхів 12 й 20 відходить на південь автошлях США 41;
- проходять Вайтінг;
- у Іст-Чикаго автошлях 12 повертає на схід, коли автошлях 20 прямує на південь;
- у місті Гері автошлях 12 проходить 2 рази під міжштатною автомагістраллю 90, знову сходить й розходиться з автошляхом США 20 та має закінчення міжштатної автомагістралі 65;
- автошлях 12 проходить міста Портадж, Огден-Дюнс, Бюрнс-Харбор, Дюнс-Ейкрс, Портер, Беверлі-Шорс, Таун-оф-Пайнс, Мічиган-Сіті, Поттаваттамі-Парк, Лонг-Біч, Мічиана-Шорес.

### Мічиган
У Мічигані автошлях США:
- 12 проходить Гранд-Біч;
- після міста Нью-Буффало перетинається з міжштатною автомагістраллю 94;
- проходить Трі-Оакс й Гальєн;
- у окрузі міст Бучанан й Найлс перетинається автошляхом США 31;
- проходить Едвардсбург;
- у Вайт-Піджен перетинається з автошляхом США 131;
- проходить Стурджис й Бронсон;
- у Колдвотері перетинається з міжштатною автомагістраллю 69;
- проходить Куїнсі, Аллен, Джонсвілл;
- у Сомерсеті біля Цемент-Сіті перетинається з автошляхом США 127;
- проходить Клінтон й Сейлін;
- у Піттсфілд-Чартер-Тауншипі автошлях перетинається з автошляхом США 23;
- у Іпсіланті-Чартер-Тауншипі автошлях перетинається з міжштатною автомагістраллю 94;
- проходить Іпсіланті й Ван-Бюрен-Чартер-Тауншин;
- у Кантоні перетинається з автомагістраллю 275;
- проходить Вейн, Інкстер, Дірборн-Хайтс;
- у Дірборні перетинається автошляхом США 24 й міжштатною автомагістраллю 94;
- у Детройті перетинається з міжштатними автомагістралями 75 й 96 й закінчується на Каділлак-Сквеєр у місці перетину Вудланд-авеню, Монро-Стріт й Форт-стріт,

## Нотатки
↑ На Великих рівнинах є також внутрішні порти на річці Міссісіпі та її притоках з найпівнічнішим у Су-Сіті (Айова) на Міссурі.